# Leptospermum variabile
Leptospermum variabile är en myrtenväxtart som beskrevs av Joy Thomps.. Leptospermum variabile ingår i släktet Leptospermum och familjen myrtenväxter. Inga underarter finns listade i Catalogue of Life.